# 新模范马路
新模范马路是中华人民共和国江苏省南京市鼓楼区的一条交通干道，也是南京快速路系统的组成部分。其快速化改造工程于2008年3月竣工。内环北线快速路位于新模范马路下方。

## 地下通道
新模范马路原有人行天桥，但在道路拓宽改造中拆除，之后建立了两处过街通道：
- 青石村过街通道
- 三牌楼过街通道（已停用）

## 公交车站
新模范马路沿线有以下公交车站：新模范马路东站、新模范马路·青石村站、司背后站和新模范马路·虹桥站。

## 图集

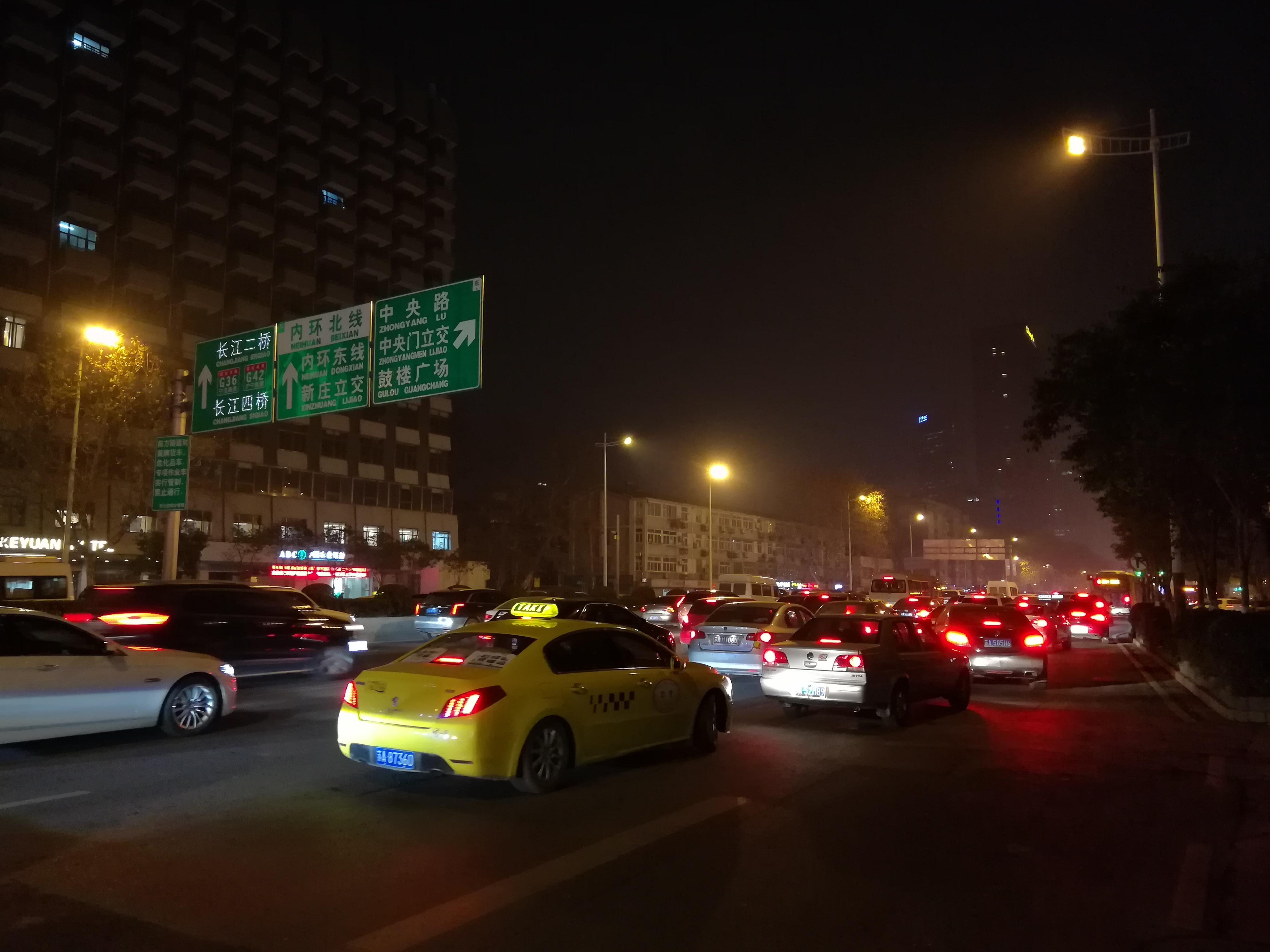
新模范马路夜景
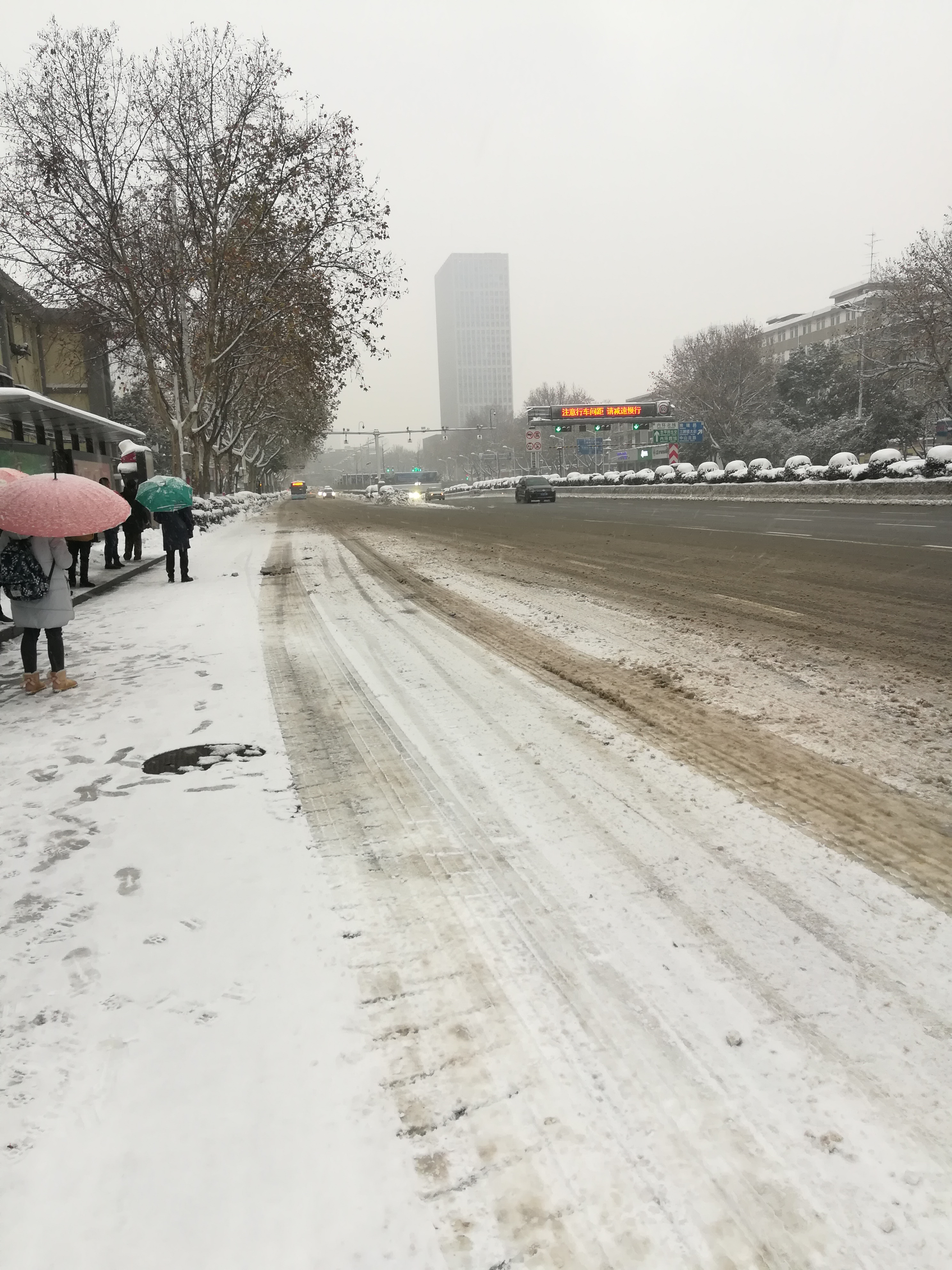
新模范马路雪景
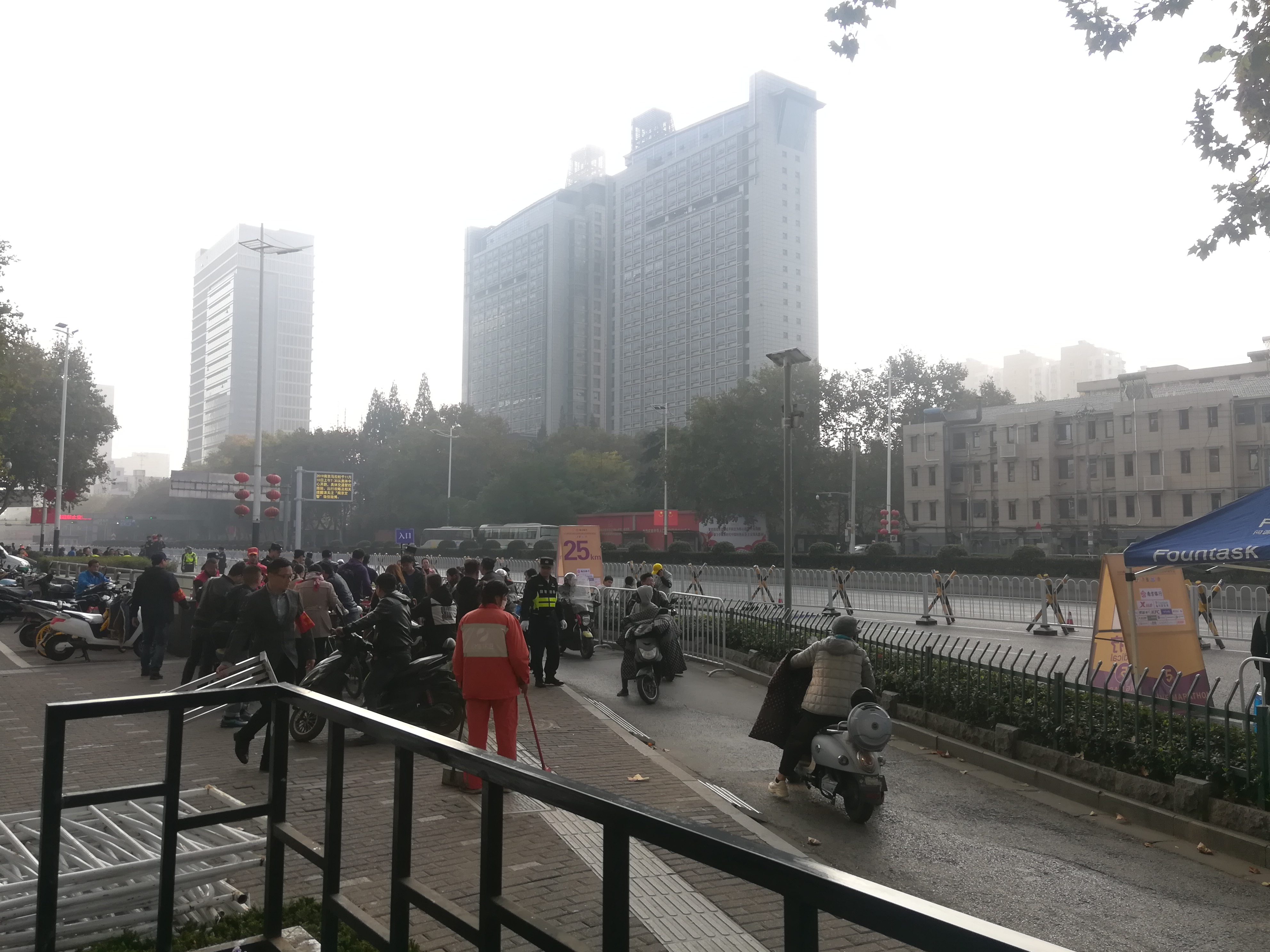
2019南京马拉松途径新模范马路
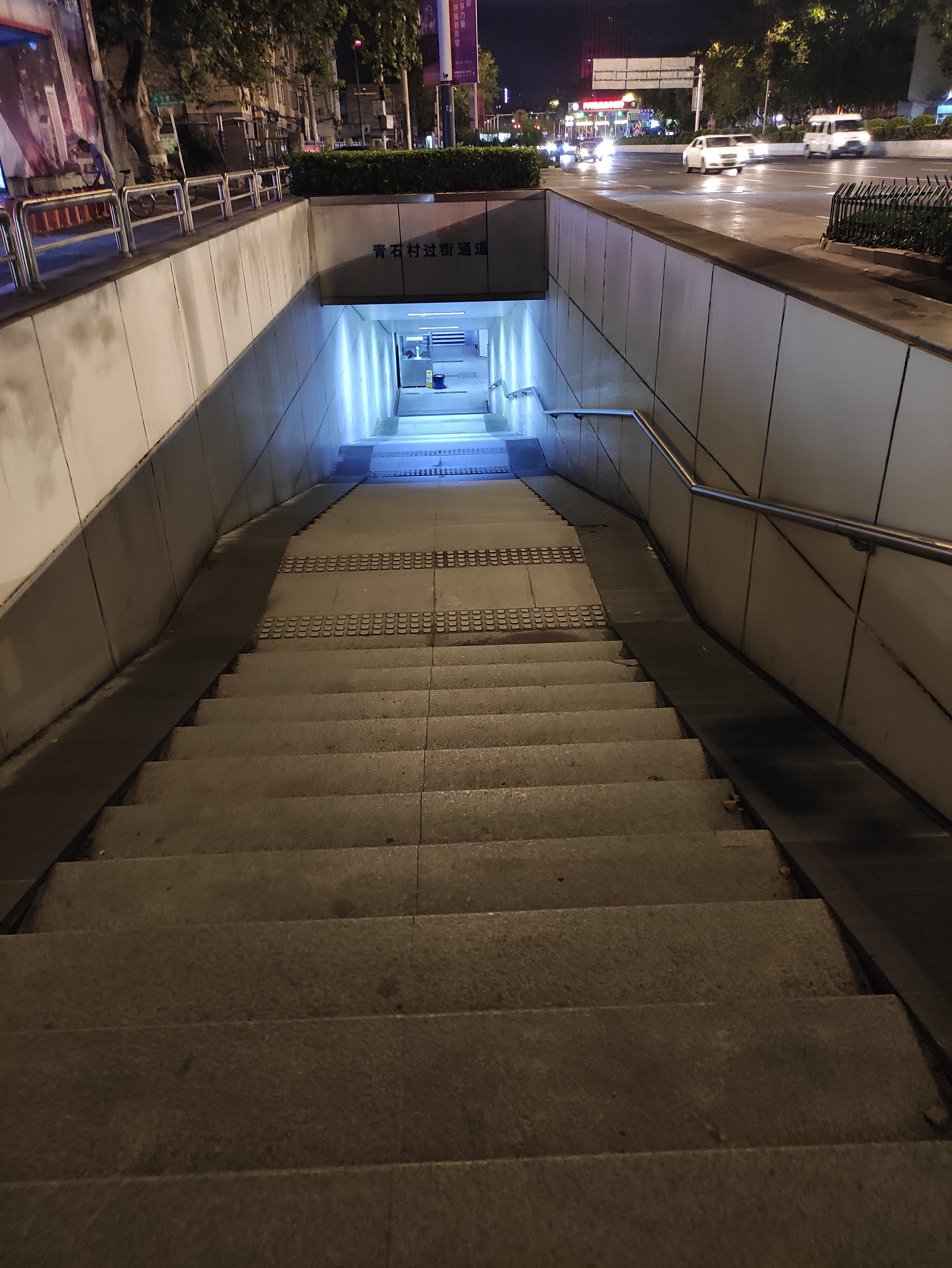
新模范马路青石村过街通道
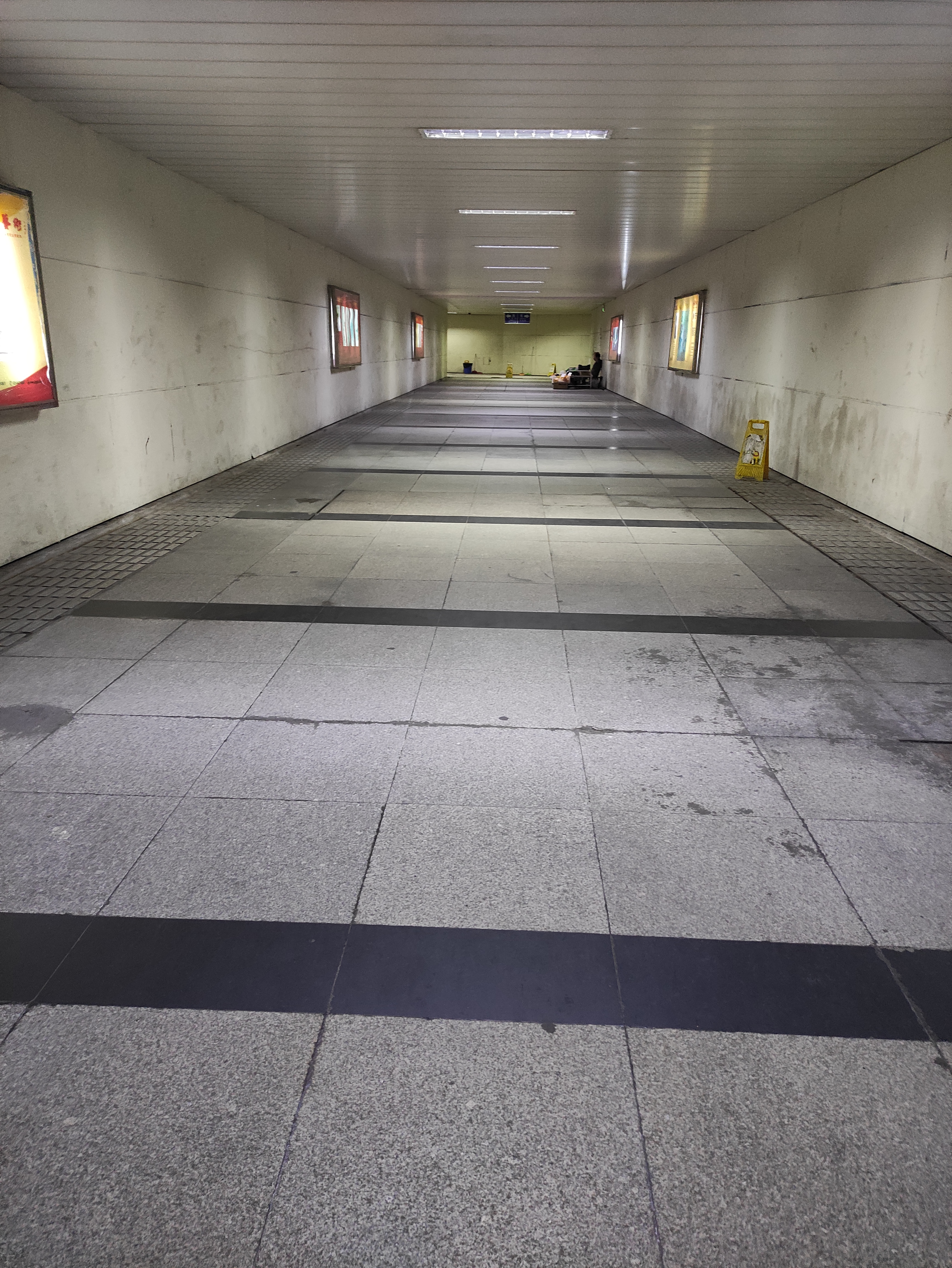
青石村过街通道内部（青石村、工人新村方向）